# Континентальная клубная регбийная лига
Континентальная клубная регбийная лига (сокращённо ККРЛ) — турнир по регби-15 среди профессиональных команд России, Румынии и Германии. Первый и единственный розыгрыш не состоялся из-за пандемии COVID-19.

## История создания
С приходом нового руководства ФРР в лице Игоря Артемьева активизировалась работа по созданию нового европейского клубного турнира. Работа шла около полутора лет и в конечном счете родилась Континентальная клубная регбийная лига, по аналогу с КХЛ. Руководителем нового турнира стал Кирилл Яшенков (Заместитель председателя высшего совета Федерации регби России). За полтора года Яшенков посетил все страны второго регбийного эшелона Европы: Испанию, Румынию, Грузию, Португалию. Много раз встречался с президентами регбийных федераций этих стран и руководителей континентального и мирового регби, обсуждал идею с ведущими клубами. Итогом этой работы стало то, что 30 ноября в Париже прошло собрание будущих участников Континентальной регбийной лиги. Там и подписали соглашение о создании турнира.
20 марта 2020 года совет директоров лиги отложил проведение турнира из-за сложной эпидемической обстановки в Европе, вызванной распространением коронавируса COVID-19. В 2021 году под эгидой Регби Европы (Rugby Europe) был основан Суперкубок Европы по регби, в котором принимают участие клубы из стран второго эшелона европейского регби.

## Сезон 2020

### Участники
| Клуб              | Город              | Стадион           | Вместимость | Главный тренер        |
| ----------------- | ------------------ | ----------------- | ----------- | --------------------- |
| ВВА-Подмосковье   | Монино             | Новый             | 8160        | Павел Барановский     |
| Енисей-СТМ        | Красноярск         | Авангард          | 2535        | Александр Первухин    |
| Красный Яр        | Красноярск         | Красный Яр        | 3200        | Джош Туамалоло        |
| Динамо (Бухарест) | Бухарест           | Флоря Думитраке   | 6000        | Кристиан Хилдан       |
| Стяуа (Бухарест)  | Бухарест           | Стяуа-2           | 3000        | Дан Думбравэ          |
| Штиинца           | Бая-Маре           | Ласцар Гиня       | 1000        | Марио Алехадро Канале |
| Слава             | Москва             | Слава             | 2000        | Андрэ Треду           |
| Франкфурт 1880    | Франкфурт-на-Майне | Фельдгерихстрассе | 5000        | Карл Савимаки         |

### Сетка плей-офф
Участники были разбиты на четвертьфинальные пары. От России должны были играть команды, которые по итогам сезона 2019 года заняли места с 1-го по 4-е; российские команды были разведены так, чтобы не пересекаться на стадии четвертьфинала.
Четвертьфинальные пары
- Динамо (Бухарест) — Енисей-СТМ
- Франкфурт 1880 — Слава
- Стяуа (Бухарест) — ВВА-Подмосковье
- Штиинца Байа Маре — Красный Яр